# Patrick Schwamberger
Patrick Schwamberger (* 20. Jahrhundert) ist ein Kinderdarsteller, der 1997 in dem Fernsehfilm Der Neffe den 13-jährigen Albert spielte.

## Biografie
Schwamberger hatte sein Debüt als Albert in Gabriela Zerhaus Fernsehfilm Der Neffe, einem Film, in dem Martina Gedeck die Tante des Jugendlichen spielte, die ihn während einer Reise seiner Eltern betreut. Der Film wurde mehrfach ausgezeichnet. Im darauffolgenden Jahr war Schwamberger dann noch in einer Episode der Familienserie Der Bergdoktor mit dem Titel Gefährliches Spiel zu sehen und ebenfalls 1998 in der Folge Captain Lightning der Fernsehserie Zugriff.

## Filmografie (Auswahl)
- 1997: Der Neffe (Fernsehfilm)
- 1998: Der Bergdoktor (Fernsehserie, Folge Gefährliches Spiel)
- 1998: Zugriff (Fernsehserie, Folge Captain Lightning)